# Koumei Oda
Koumei Oda (Tagawa, Fukuoka, 7 juni 1978)  is een golfprofessional uit Japan. 

## Professional
Osa werd in 2000 professional. 
Oda behaalde zijn eerste overwinning op de Japan Golf Tour in 2008. Hij won het Casio World Open opnieuw in 2009. Hij is ook tweevoudig winnaar van de Token Homemate Cup. 
Oda speelde in 2009 in het Brits Open en opnieuw in 2012.  

### Gewonnen

#### Japan Golf Tour
- 2008: Casio World Open
- 2009: Token Homemate Cup, Casio World Open
- 2010: Token Homemate Cup
- 2011: Diamond Cup Golf

### Teams
- Royal Trophy: 2010